# 阿克夏·庫馬
阿克夏·哈里·奧姆·巴蒂亞（1967年9月9日—）或稱藝名阿克夏·庫馬（英語：Akshay Kumar），出生名拉吉夫·哈里·奧姆·巴蒂亞（英語：Rajiv Hari Om Bhatia），印度男演員及製片人，主要參演寶萊塢電影。庫馬被媒體稱為「特技玩家庫馬」（Khiladi Kumar），1991年正式出道，出演過眾多電影並獲得諸多獎項，其中涵蓋印度國家電影獎及印度電影觀眾獎。2009年，他獲得了印度政府授予的蓮花士勳章。庫馬可謂寶萊塢的多產演員且收入可觀；《富比士》將庫馬列入2015年至2020年全球收入最高名人及收入最高演員名單中。2019年及2020年，他是兩份名單上唯一的印度人。
庫馬1991年憑藉《誓言》正式展開演藝事業，一年後憑藉動作驚悚片《克劳迪大佬》獲得了自己最早的商業成功；該片使他成為20世紀90年代的動作明星，並發展成系列電影，其他同類型的作品還有《大阴谋家》（1994年）和《野兽之爱》（1999年）等。但他此前也憑《愛情遊戲》（1994年）中的浪漫角色而獲得外界好評，之後十年中持續出演該類型，如《含情脈脈》（2000年）、《風尚》（2003年）和《晚安倫敦》（2007年）。庫馬更在喜劇角色領域的成就而聞名，熱門作品如《誘惑的陷阱》（2000年）、《嫁给我好吗？》（2004年）、《三个傻瓜闯钱关2》（2006年）、《祖廟鬧鬼記》（2007年）及《辛格為王》（2008年）。庫馬因其在《愛的諾言》（2001年）中的反面角色及在《麻辣一家亲》（2005年）中的喜劇演出而獲得印度電影觀眾獎。
雖然他的事業在商業上有所波動，但2007年連續四部票房大賣，使自身明星地位在主流市場上升；這種狀況一直持續到2009年至2011年期間短暫下滑，此後透過幾部電影走回上坡路，包括《無賴正義哥》（2012年）、《26个特殊劫匪》（2013年）、《军人没有假期》（2014年）、《寶貝》（2015年）、《撤離科威特》（2016年）及《律界新手2》（2017年），並憑藉《軍魂》（2016年）贏得印度國家電影獎最佳男主角。
庫馬因《廁所愛情故事》（2017年）和《護墊俠》（2018年）及《勇者本色》（2019年）而獲得進一步關注，並藉由2019年的《奇蹟火星夢》、《真愛滿屋4》與《BB駕到》，以及2021年的《反恐追緝令》創下票房紀錄。但庫馬之後的院線電影除了《偶滴神啊2》（2023年）外，票房幾乎以失敗坐收。
除了表演之外，庫馬還擔任特技演員。2008年，他開始主持特技真人秀節目《恐懼因素：危險玩家》，共主持了四季。2014年推出了真人秀節目《敢於跳舞》。銀幕之外，庫馬持有世界卡巴迪聯盟的卡爾薩勇士（Khalsa Warriors）隊；還在印度建立了婦女防身武術培訓學校。庫馬積極從事各種慈善事業；也是印度領先的品牌代言名人。2011年至2023年期間隸屬於加拿大公民。

## 早年及家族
阿克夏·庫馬出生於印度德里舊城區舊德里的旁遮普印度教家庭。父親名為哈里·奧姆·巴蒂亞（Hari Om Bhatia），之後改稱為布里吉莫漢·巴蒂亞（Brijmohan Bhatia），是一名軍官；母親名為阿魯納·巴蒂亞（Aruna Bhatia）。庫馬從小就對運動非常感興趣，而父親也喜歡摔角。庫馬生長於德里的月光集市，直到父親離開軍隊成為聯合國兒童基金會的會計師時，自己搬到了孟買。不久，他的妹妹出生，一家人住在孟買中部旁遮普人占主導地位的科利瓦達地區。妹妹名為阿爾卡·巴蒂亞（Alka Bhatia）。
他在馬通加唐博斯科高中受教，同時學習空手道。他就讀古魯納納克卡爾薩學院接受高等教育，但因對學習不太感興趣而退學。他向父親提出想要學習更多武術，父親以不明方式存了錢送他去泰國。庫馬到泰國曼谷習武，並在該國生活了五年學習泰拳。當十幾歲的庫馬被父親問及未來志向時，表達了成為演員的願望。
他在印度獲得跆拳道黑帶後，前往曼谷除了習武外，還在當地擔任廚師兼服務生。離開泰國後，庫馬前往加爾各答的一家旅行社工作，在達卡的一家酒店擔任廚師，更到德里銷售珠寶。返回孟買後，他開始教武術。在此期間，他一名學生的父親是模特兒總監，推薦庫馬從事模特兒，最後獲得了家具陳列室的模特兒工作。庫馬在拍攝前兩天賺的錢實際上比自己整個月的工資還要多，因此選擇走上模特兒之路。他為攝影師賈耶什·謝斯做了18 個月的無償助理，拍攝了自己的首部作品集。庫馬也曾在多部電影中擔任背景舞者。
庫馬的首個電影角色來自《为了爱》（1987年）中客串演出的空手道教練，此時仍使用本名「拉吉夫·哈里·奧姆·巴蒂亞」（Rajiv Hari Om Bhatia）。他表示，自己將名字改為「阿克夏·哈里·奧姆·巴蒂亞」（Akshay Hari Om Bhatia），並根據庫馬·戈拉夫在《为了爱》中飾演阿克夏（Akshay）一角，選擇自己的藝名為「阿克夏·庫馬」（Akshay Kumar）。
一天早上，庫馬因在班加羅爾拍攝廣告而錯過了班機。他對自己很失望，於是帶著作品集參觀了一家電影製片廠。當晚，庫馬被製片人普拉莫德·查克拉瓦蒂（Pramod Chakravarthy）相中，得以簽約擔任電影《爱的情缘》（1992年）的主角。

## 私生活

### 人際關係與家庭

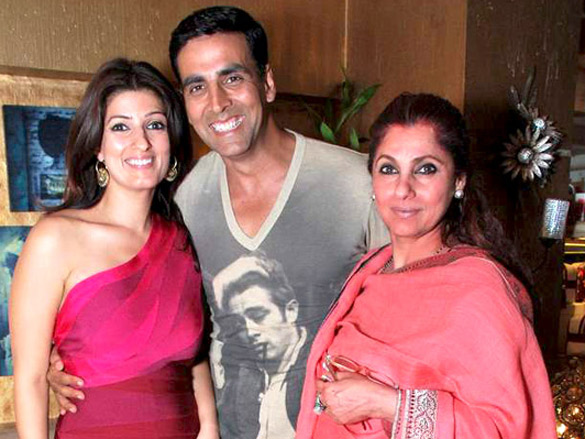
庫馬與妻子婷蔻·坎纳和岳母蒂普·卡柏迪亞於2014年的合影

90年代末，庫馬與演員萊維娜·坦登交往。雖然他們訂了婚，但最後仍分手。庫馬2001年1月17日與演員拉傑殊·坎纳及蒂普·卡柏迪亞之女婷蔻·坎纳結婚。夫妻倆育有一子一女。庫馬讓孩子們遠離媒體。他表示，想「給他們一個正常的童年」。
2009年，庫馬在萊肯時裝週上為Levi's表演時，讓妻子解開自己牛仔褲的釦子。這起事件引發了爭議，導致警方對他們立案。

### 宗教
庫馬最初對信奉的宗教虔誠。直到2017年為止都是濕婆印度教徒，定期參觀全國各地的神社和寺廟，包括著名的維什諾德維廟，到2018年時表示「神只有一個」並反對將宗教帶入政治，但在2020年3月則聲稱：「我不相信任何宗教，只相信自己是印度人。」

### 國籍
2011年加拿大联邦大选期間或之後的某時，保守黨政府援引一項鮮為人知的法律，允許繞過加拿大移民通常的居住要求，授予庫馬加拿大公民身份。據前保守黨部長東尼·克萊門特稱，授予庫馬公民身份是為了換取庫馬提出利用自己的「明星影響力來推進加拿大與印度的關係」，並促進加拿大的「貿易關係、商業關係、電影業、旅遊業」。儘管如此，庫馬在此前曾出現在安大略省布蘭普頓這座擁有大量印度裔加拿大人的城市，為保守黨總理史蒂芬·哈珀舉行的競選活動站台並讚揚了哈珀，但克萊門特否認公民身份是為了黨派的聲勢。庫馬曾獲得溫莎大學榮譽博士學位，並在2010年接受《經濟學人》訪問時聲稱自己擁有「雙重國籍」。2010年，他與另外14位國際名人受邀前往加拿大參加奧運火炬手集會。
2019年12月，庫馬表示，已申請印度護照，並計劃放棄加拿大國籍。2023年8月15日，印度獨立日之際，庫馬證實重新獲得了印度公民身份，並且根據印度法律，原有的加拿大公民身份被取消。

## 獎項
2008年，溫莎大學授予庫馬榮譽法學博士學位，以表彰他對印度電影的貢獻。隔年，他被印度政府授予蓮花士勳章。2011年，亞洲大獎表揚庫馬在電影領域的傑出成就。

## 備註
1. ↑  庫馬經常在電影中親自上陣完成特技工作，為此贏得了「印度成龍」的外號[12]。
2. ↑  《大英百科全書》將他的出生地標記為旁遮普邦的阿姆利則[2]。

## 外部連結
- 阿克夏·庫馬在互联网电影资料库（IMDb）上的資料（英文）